# La Hầu
Trong thần thoại Hindu, Rāhu (Tiếng Phạn: राहु)(), phiên âm tiếng Việt thành La Hầu, là một con rắn đôi khi nuốt mặt trời hay Mặt Trăng gây ra hiện tượng thiên thực. Vị thần này được miêu tả trong nghệ thuật như là một con rồng không có thân, cưỡi trên một cỗ xe do tám con ngựa ô kéo. La Hầu là một trong các navagraha (chín hành tinh) của chiêm tinh học Vệ Đà. Rahu kala được coi là điềm gở.
Theo truyền thuyết, trong Samudra manthan, a-tu-la La Hầu đã uống một chút rượu tiên. Nhưng trước khi rượu tiên này trôi qua cổ họng của ông, Mohini (hiện thân nữ giới của thần Vishnu) đã cắt đầu ông. Tuy nhiên, cái đầu này là trường sinh. Người ta tin rằng cái đầu trường sinh này đôi khi nuốt Mặt Trăng hay mặt trời, gây ra nguyệt thực hay nhật thực. Sau đó, Mặt Trăng hay mặt trời thoát ra khỏi lỗ hở ở cổ và kết thúc hiện tượng thực.
Về mặt thiên văn học, La Hầu và Kế Đô đánh dấu hai giao điểm trên giao tuyến của các mặt phẳng chứa hai đường bạch đạo và hoàng đạo (tương ứng là đường di chuyển của Mặt Trăng và Mặt Trời khi chúng di chuyển trên bầu trời. Vì thế, La Hầu và Kế Đô tương ứng được gọi là các giao điểm Mặt Trăng bắc và nam. Một thực tế là hiện tượng thực chỉ xảy ra khi Mặt Trời và Mặt Trăng cùng Trái Đất nằm trên một đường thẳng đi qua một trong hai điểm này đã sinh ra huyền thoại về việc nuốt Mặt Trời hay Mặt Trăng.
Trong Phật giáo, La Hầu là một trong krodhadevatas (thần linh cảm khiếp sợ).

## Huyền thoại về Shiva và La Hầu
Có một lila khác về Shiva và La Hầu, có lẽ lấy từ Shiva Purana, được Joseph Campbell diễn giải trong sách The Power of Myth của ông. Ganna Chakra cũng diễn giải huyền thoại này như sau (Tạm dịch):

Trong huyền thoại về vua Daitya là Jalandhara, Jalandhara đã giao cho La Hầu truyền tin tới Shiva, yêu cầu vị thần này phải nộp Parvati cho Jalandhara. Shiva bực tức với thông điệp này, và cơn giận dữ biến thành một quái vật, xuất hiện từ con mắt thứ 3 trên trán của ông. Quái vật này có mặt sư tử, hai mắt rực lửa, thân khô cứng và gồ ghề, tay dài và lưỡi thè ra với cơn giận dữ. Quái vật lao vào La Hầu, sẵn sàng nuốt chửng ông. Shiva dường như nói một điều gì đó cùng với câu "chúng ta không triệt hạ sứ giả" trong khi quái vật van nài với Shiva rằng nó bị khổ sở vì cơn đói. Shiva nói với nó rằng nếu quá đói, nó nên ăn thịt của chính mình. Quái vật đã làm điều này cho tới khi chỉ còn lại cái đầu của chính mình. Shiva, vui mừng với sự thành tâm này, đã chỉ định nó làm người giữ cửa của ông, giao nhiệm vụ cho nó tạo ra sự khiếp sợ cho những kẻ có tội lỗi. Shiva cũng quy định rằng nó phải được thờ cúng cùng với sự thờ cúng ông, và đặt tên cho nó là Kirtimukha. 

## Chiêm tinh học
Trong chiêm tinh học Vệ Đà, La Hầu được nhìn nhận như là một a-tu-la hay một con quỷ cố gắng biến bất kỳ lĩnh vực nào mà ông kiểm soát thành hỗn loạn, thần bí và tàn nhẫn. Ông gắn liền với thế giới của biểu lộ vật chất và dục vọng trần tục; và của sự phát triển ngẫu nhiên, không kiểm soát không có hiểu biết. La Hầu là một karaka hay chỉ thị về danh vọng thế giới, sự tham lam, tri thức cao, mánh khóe, hành vi ám ảnh, kẻ ngoại lai, dịch bệnh, mất trí và sức ỳ. Tuy nhiên, nếu sử dụng đúng cách, La Hầu có thể trở thành phương tiện trong củng cố sức mạnh của cá nhân và chuyển hóa ngay cả kẻ thù mạnh nhất thành bạn bè.
La Hầu là chúa tể của 3 nakshatra hay 3 cung Mặt Trăng: Ardra, Svati và Shatabhisha hay Shatataraka. La Hầu gắn liền với những điều sau: màu là khói, kim loại là chì và đá quý là hessonit màu vàng mật ong. Nguyên tố của nó là khí và hướng là tây nam.
Trong chiêm tinh học Trung Hoa, La Hầu (羅喉) và Kế Đô (計都) là hai hư tinh trong thất chánh tứ dư, với thất chánh là Thái Dương, Thái Âm, Thái Bạch, Mộc Đức, Thủy Diệu, Vân Hán, Thổ Tú còn tứ dư bao gồm Nguyệt Bột, Tử Khí, La Hầu và Kế Đô. Thực chất La Hầu và Kế Đô chỉ là hai giao điểm trên hoàng đạo và bạch đạo (tương ứng là giao điểm của các đường di chuyển của Mặt Trời và Mặt Trăng trên thiên cầu).

## Phật giáo
La Hầu được đề cập rõ ràng trong một cặp kinh từ Samyutta Nikaya (Tương ưng Bộ Kinh) của kinh sách Pali. Trong Candima Sutta và Suriya Sutta, La Hầu tấn công Chandra, thần Mặt Trăng và Suriya, thần mặt trời, trước khi buộc phải thả họ ra bởi họ đã đọc một đoạn thơ ngắn truyền đạt sự tôn kính của họ đối với Thích-ca Mâu-ni. Đức Phật đáp lại bằng cách sai khiến La Hầu phải thả họ, và La Hầu phải làm điều này nếu không thì "đầu của ông ta sẽ bị vỡ ra thành bảy mảnh". Các câu thơ kể lại bởi hai vị thần này và Phật kể từ đó đã được đưa vào trong nghi thức tế lễ Phật giáo như là các câu thơ bảo vệ (paritta) được các nhà sư đọc lại khi cầu kinh để mong nhận được sự che chở.